# Klasyfikacja Blytta-Sernandera
Klasyfikacja lub ciąg Blytta-Sernandera – seria okresów klimatycznych i stadiów związanych z rozwojem lądolodu w Europie północnej, oparta na analizie zachowanego pyłku w duńskim torfie. Jej autorami są Axel Gudbrand Blytt (ur. 1843, zm. 1898) i Johan Rutger Sernander (ur. 1866, zm. 1944). Klasyfikacja została włączona do ciągu klasyfikacji stref pyłku (ang. pollen zones) zdefiniowanej przez Lennarta von Posta. Metody te określa się mianem palinologicznych.

## Klasyfikacja Blytta-Sernandera - ramy czasowe
Stadia plejstocenu :
- 12000-11600 p.n.e. - stadium starszy dryas (por. też najstarszy dryas, Bølling)
- 11600-9900 p.n.e. - interstadium allerød (ocieplenie)
- 10900-9500 p.n.e. - stadium młodszy dryas (oziębienie, wysuszenie)

Stadia holocenu
- (ok. 10000-9000 p.n.e. - okres preborealny)
- 9500-6900 p.n.e. - okres borealny (zimno sucho, coraz cieplej)
- 6900-3700 p.n.e. - okres atlantycki (ciepło, wilgotno)
- 3700-600 p.n.e. - okres subborealny (oziębienie, potem cieplej)
- od 600 p.n.e. do czasów obecnych - okres subatlantycki

Ważniejsze gatunki użyte w klasyfikacji:
- Sphagnidae, torfowce
- Carex limosa, turzyca bagienna
- Scheuchzeria palustris, bagnica torfowa
- Eriophorum vaginatum, wełnianka
- Vaccinium oxycoccus, żurawina błotna
- Andromeda polifolia, modrzewnica zwyczajna
- Erica tetralix, wrzosiec bagienny
- Calluna vulgaris, wrzos
- Pinus, sosna
- Betula, brzoza

W anglojęzycznej literaturze fachowej określana jako Blytt-Sernander.